# Septième Ciel (roman)
Pour les articles homonymes, voir Septième ciel.
Septième ciel est un roman policier humoristique américain de Janet Evanovich, paru en 2001. Il s'agit du septième titre de la série ayant pour héroïne Stéphanie Plum.

## Résumé
Stéphanie Plum est une chasseuse de primes à la recherche d'un octogénaire, qui ne s'est pas présenté au tribunal, alors qu'un prêteur lui avait avancé une caution. Ce vieillard est un ancien mafieux qui a des problèmes de vue, et qui tire donc systématiquement à côté de sa cible quand il utilise un pistolet. Il est de plus obligé d'uriner fréquemment. Il se balade dans une Cadillac blanche très voyante.
En parallèle à cette recherche, Stéphanie Plum doit gérer ses affaires de cœur avec deux hommes, ses problèmes avec sa famille compliquée, et un chien gentil, mais vorace.
La sœur de Stéphanie était une mère de famille bien rangée, mais elle revient dans la maison familiale et veut devenir lesbienne.
La Cadillac blanche appartenait à une catcheuse, grande lectrice de romans (notamment de Nora Roberts). Stéphanie Plum enquête auprès de cette catcheuse.
Au milieu du livre, la grand-mère de Stéphanie est enlevée par le vieux mafiosi ; la grand-mère est peu troublée et révèle que le vieillard a des problèmes d'érection.
À la fin du livre, on découvre que tout le monde était à la recherche du cœur d'un mafiosi mort, et que c'était le chien vorace qui l'avait dévoré. Le vieillard accepte de se livrer de son plein gré, à condition que ce soit, au lieu de Stéphanie Plum, un chasseur de primes masculin qui le remette à la police.